# 模仿游戏
是一部2014年英美合拍的历史剧情片。讲述英国数学家、逻辑学家、密码分析学家和计算机科学家艾伦·图灵在二战中帮助盟军破译纳粹德国的军事密码的真实故事。挪威导演莫腾·泰杜姆执导，编剧格雷厄姆·摩爾改编自安德魯·霍奇斯所写的传记《艾伦·图灵传：如谜的解谜者》（Alan Turing: The Enigma），英国演员本尼迪克特·康伯巴奇任男主角，其他主演包括凯拉·奈特莉、马修·古迪和马克·斯特朗。
二战期間，英国劍橋大學的教授艾伦·图灵（本尼迪克特·康伯巴奇 饰）获軍情六處秘密任命，与一群专家組成解密组，试图破解由纳粹德国独创，号称世上最精密的情报机器——「Enigma」密码机。图灵独具才能，被丘吉尔任命为组內的领导人，但其古怪的脾气却使他受到组员的抵制，过程遭遇重重挫折，幸好在聪明艳丽的新成员瓊恩·克拉克（凯拉·奈特莉 饰）的鼓励下，图灵主动打破和同僚的隔阂，最终合力研发出破译敵方机密的装置，超过1400万人得以避开战火，而電腦的雏形亦宣告在那刻誕生。然而战后多年，图灵却被揭发自己的同性恋倾向，而被英国政府入罪。
2014年8月，影片在第41届泰路莱德影展上进行世界首映，紧接着分別参加了9月第39届多伦多电影节和10月第58届伦敦电影节，并赢得多伦多影展最高荣誉“人民选择奖最佳影片”。英国和美国分别于2014年11月14日和11月28日公映。影片获得第87届奥斯卡金像奖最佳影片等8项提名，编剧格雷厄姆·摩尔赢得奥斯卡最佳改编剧本奖。

## 劇情
1951年，英国数学家艾伦·图灵的住所被非法闖入。警察趕到後，圖靈卻拒絕警方的幫助，諾克和史達探員認為事件可疑，著手調查圖靈，甚至懷疑圖靈是苏联派來的間諜，圖靈只好在偵訊時道出自己在布萊切利園時的工作。
早在1927年，年輕的圖靈就因為沉默寡言，而在寄宿学校遭到霸凌，心靈受創。他與另一位天才同學克里斯多夫成為密友，並在其啟發下對密码学深感興趣。圖靈是個同性戀者，對克里斯多夫漸生情愫，可惜在表明心意前，克里斯多夫突然死於结核病。
1939年英國向納粹德國宣戰，在丹尼斯頓司令安排下，圖靈赴布萊切利園加入解密組，試圖破解當時無人能破的德軍「恩尼格玛密码机」。圖靈自視高人一等，只顧獨力埋首設計儀器以破解德軍密碼，由於性格孤僻，同事與他合作困難，紛紛投訴圖靈的惡行惡狀。丹尼斯頓司令拒絕提供圖靈製造儀器所需的經費，圖靈竟然直接致函首相官邸唐寧街10號，還真的獲得英国首相邱吉爾供給的預算——十萬英镑的鉅款。圖靈也在首相賞識下成為解密組的新任領導人。甫登大寶，圖靈立刻解僱組內的兩名德语高手，因為他認為沒有科學頭腦而只會德語的语言学專家，對於解密小組是沒有幫助的。
圖靈還在報章刊登招聘廣告，以艱深的填字游戏選拔人才。此時來了一位劍橋畢業的美女瓊恩，成功通過圖靈的考試，圖靈假意要帶瓊恩到自己的无线电公司上班，事實上卻是要讓她加入解密組，但瓊恩的父母認為「無線電公司」的工作伙伴都是男性，對於單身女子來說，實在太危險，而反對她離鄉。圖靈貼心地安排瓊恩與截聽密碼的女性組員一起住宿、工作，並與她分享自己建造解密機的計劃。圖靈也在瓊恩的幫助與鼓勵下，逐漸打破他與同事間的隔閡及緊張關係。
圖靈廢寢忘食地努力，終於建成解密機，命名為「克里斯多夫」（紀念自己的昔日密友），但因機器執行緩慢，仍未能破解德軍每日改動的加密設定。丹尼斯頓司令見工作未有任何進展，徒耗大量費用，一怒之下，帶著宪兵衝入解密組，下令銷毀機器和撤除圖靈的職務，但解密組的成員們此時卻力挺性格古怪的圖靈，並集體以辭職作脅，丹尼斯頓只好答應再寬限一個月時間後離去。
工作一段時日後，瓊恩因父母要求打算離職回鄉相親結婚，圖靈為挽留瓊恩，只好邀其訂婚，瓊恩即刻首肯，並成為圖靈的未婚妻。在宴會上，圖靈與同事克羅斯聊天，透露自己的同性戀傾向，克羅斯表示他本有所懷疑，還善意地警告圖靈，萬萬不能向他人透露這個性傾向，因為當時的同性性行為被視為刑事犯罪，必然入獄。
此時圖靈無意聽到一名女截聽員的工作心得，靈光乍現，意會到可以根據已知訊息中的文字來改良「克里斯多夫」，大幅提昇解密執行效率。他重新調校這台機器後，果然在短時間內計算得出解密機當天的設定，也確實破解一條當天的德軍訊息，解密機證實有效，組員皆喜出望外。但此時也面臨一個新難題，圖靈明白英國不能對每個訊息都採取反制行動，否則納粹德國將很快就意識到「Enigma」已遭破解，也必然會立即中斷所有無線電通訊，徹底修改「Enigma」的設計，那麼破解密碼的成果將馬上付之一炬。所以他們只能保密而不去揭露納粹的各個攻擊行動，而這也導致了組員彼得的兄長遭到攻擊而喪命。
圖靈與瓊恩尋求軍情六處處長孟席斯的支持，表示對於納粹攻擊的反制行動只能選擇性地，以最低程度的方式進行，其他皆需保密。在統計上不能讓德軍產生懷疑，情報來源也必須有其他的說辭與解釋，絕對不能透露是因為「Enigma」已遭破解。
偶然間圖靈發現克羅斯有本《聖經》，竟然就是蘇聯間諜使用的密碼本，克羅斯辯稱蘇聯與英國乃是有著共同目標的盟友，又要脅圖靈若泄露半點風聲，便以牙還牙揭發其性傾向。當孟席斯向圖靈質疑瓊恩是蘇聯間諜時，圖靈只好說出克羅斯才是叛徒。豈料孟席斯指出自己早已知悉，為盡快結束戰爭，克羅斯被特意安插在組織中，以便向同盟國的蘇聯泄露必要且受控制的情報，他並要脅圖靈協助監視克羅斯，圖靈只能答應。
此時圖靈對孟席斯已有戒心，也擔心瓊恩的安危，因此向她坦承自己是同性戀者，要求解除婚約，也要瓊恩儘快回鄉，甚至訛稱自己從不關心對方。瓊恩表示她始終有所懷疑，但她覺得雙方仍然可以在一起，這樣的婚姻就算不尋常，其實是適合他們的。瓊恩雖然非常傷心，不過她還是堅持留下不肯離開。戰後，孟席斯要求解密組人員將一切機密文件燒毀，對此計畫完全保密，大家以後須斷絕往來，圖靈與瓊恩也被迫分離。
圖靈的住所被非法闖入證實是他的同性伴侶及其同夥行竊所為，但圖靈的同性戀傾向也因而揭發，被法院判處猥褻罪，他為求能繼續研究工作，選擇接受化學閹割來代替入獄。瓊恩探望圖靈時，發覺他身心狀態均因為荷爾蒙藥物而大為衰退，瓊恩於是安撫圖靈，稱讚圖靈的成就拯救英國無數蒼生，又以克里斯多夫向圖靈說過、圖靈亦曾告訴瓊恩的一句話鼓勵他：「有時候，被世人遺棄的人，才能成就讓人想像不到的大事。」圖靈接受荷爾蒙療法持續一年後自殺身亡，享年41歲。

## 演員
| 演員              | 角色                | 簡介                           |
| ----------------- | ------------------- | ------------------------------ |
| 班奈狄克·康柏拜區 | 艾伦·图灵           |                                |
| 姬拉·麗莉         | 瓊恩·克拉克         | 图灵的同事，一度成为图灵未婚妻 |
| 馬修·古德         | 休·亞歷山大         | 图灵的同事                     |
| 馬克·史壯         | 斯圖爾特·孟席斯     | 军情六处处长                   |
| 查爾斯·丹斯       | 阿拉斯泰爾·丹尼斯頓 | 图灵的主管                     |
| 艾倫·里奇         | 約翰·克羅斯         | 图灵的同事                     |
| 馬修·比爾德       | Peter Hilton        | 图灵的同事                     |
| 羅里·金尼爾       | Detective Nock      | 警官                           |
| 亞歷克斯·勞瑟     | 年輕的图灵          |                                |
| Jack Bannon       | Christopher Morcom  | 年輕的图灵的摯友               |
| 維多莉亞·威克斯   | Dorothy Clarke      | 瓊恩的母亲                     |
| 塔彭絲·米德爾頓   | Helen               | 瓊恩的同事                     |
| 詹姆斯·諾斯科特   | Jack Good           | 图灵召募來的同事               |
| 史蒂芬·沃丁頓     | Supt Smith          |                                |

## 制作
影片的剧本在2011年被评为好莱坞最佳未被制作的剧本之一。最初华纳兄弟有意投拍，后来Black Bear Pictures公司获得剧本拍摄权。2012年12月，挪威导演莫腾·泰杜姆确认执导，这也成为他导演的首部英语电影。2013年9月15日在英格兰开拍，拍摄地包括图灵曾经工作生活过的Sherborne School和布萊切利園，牛津郡的Nettlebed，白金汉郡的Chesham，Bicester Airfield等地。同年11月11日杀青。
韦恩斯坦公司于2014年2月以700万美元的价格取得了影片的美国发行权，这创造了欧洲电影在美国发行的记录。2014年6月报道法国作曲家亚历山大·德斯普拉负责影片的配乐工作。

## 評價
爛番茄基於242條評論持有90％的新鮮度，平均得分7.7／10。在Metacritic，根據31篇影评獲得73的高分（滿分100）。《模仿遊戲》獲得了良好的口碑，多數評論家稱讚康柏拜區飾演艾倫·圖靈的表現相當好。

## 電影之外
在BBC電視劇《新世紀福爾摩斯》（由班奈狄克·康柏拜區主演）第二季（2012年）的第一集中，由康柏拜區飾演的角色，福爾摩斯，在劇中跟另一個角色說了二戰時考文垂事件的故事。劇中康柏拜區說道：「二戰時，同盟國解開了德軍當時的加密密碼，因此得知德軍即將轟炸考文垂。但是他們為了不讓德軍知道他們解開了密碼，決定不阻止他們轟炸考文垂。」故事講的就是圖靈等人的事蹟，而後來康柏拜區也正好被找去在此片當中飾演圖靈。

## 榮譽
| 獎項               |
| ------------------ |
| 人民選擇獎最佳影片 |

| 獎項                      |
| ------------------------- |
| 艾爾弗雷德·P·斯隆故事片獎 |

| 獎項         |
| ------------ |
| 最佳改编剧本 |

| 獎項       | 名字                |
| ---------- | ------------------- |
| 最佳导演   | 莫腾·泰杜姆         |
| 最佳男演员 | 本尼迪克特·康伯巴奇 |
| 最佳女配角 | 凯拉·奈特莉         |
| 最佳配乐   | 亚历山大·德斯普拉   |

| 獎項     |
| -------- |
| 十佳电影 |

| 獎項     |
| -------- |
| 十佳电影 |

| 獎項         | 名字                               | 結果 |
| ------------ | ---------------------------------- | ---- |
| 最佳影片     |                                    | 提名 |
| 最佳导演     | 莫腾·泰杜姆                        | 提名 |
| 最佳改编剧本 | 格拉汉姆·摩尔                      | 獲獎 |
| 最佳男主角   | 本尼迪克特·康伯巴奇                | 提名 |
| 最佳女配角   | 凯拉·奈特莉                        | 提名 |
| 最佳剪辑     | 威廉·戈登伯格                      | 提名 |
| 最佳原创配乐 | 亚历山大·德斯普拉                  | 提名 |
| 最佳艺术指导 | Maria Djurkovic, Tatiana Macdonald | 提名 |